# Grand Prix Formule 1 van de Verenigde Staten Oost 1985
De Grand Prix Formule 1 van de Verenigde Staten Oost 1985 werd verreden op 23 juni in Detroit. Het was de zesde race van het seizoen.

## Uitslag
| Positie | Nr | Rijder             | Team                   | Ronden | Tijd/Opgave         | Startplaats | Punten |
| ------- | -- | ------------------ | ---------------------- | ------ | ------------------- | ----------- | ------ |
| 1       | 6  | Keke Rosberg       | Williams-Honda         | 63     | 1:55:39.851         | 5           | 9      |
| 2       | 28 | Stefan Johansson   | Ferrari                | 63     | + 57.549            | 9           | 6      |
| 3       | 27 | Michele Alboreto   | Ferrari                | 63     | + 1:03.170          | 3           | 4      |
| 4       | 4  | Stefan Bellof      | Tyrrell-Ford           | 63     | + 1:06.225          | 19          | 3      |
| 5       | 11 | Elio de Angelis    | Lotus-Renault          | 63     | + 1:26.966          | 8           | 2      |
| 6       | 7  | Nelson Piquet      | Brabham-BMW            | 62     | + 1 Ronde           | 10          | 1      |
| 7       | 18 | Thierry Boutsen    | Arrows-BMW             | 62     | + 1 Ronde           | 21          |        |
| 8       | 8  | Marc Surer         | Brabham-BMW            | 62     | + 1 Ronde           | 11          |        |
| 9       | 23 | Eddie Cheever      | Alfa Romeo             | 61     | + 2 Rondes          | 7           |        |
| 10      | 25 | Andrea de Cesaris  | Ligier-Renault         | 61     | + 2 Rondes          | 17          |        |
| 11      | 17 | Gerhard Berger     | Arrows-BMW             | 60     | + 3 Rondes          | 24          |        |
| 12      | 26 | Jacques Laffite    | Ligier-Renault         | 58     | + 5 Rondes          | 16          |        |
| NF      | 12 | Ayrton Senna       | Lotus-Renault          | 51     | Ongeluk             | 1           |        |
| NF      | 3  | Martin Brundle     | Tyrrell-Ford           | 30     | Ongeluk             | 18          |        |
| NF      | 10 | Philippe Alliot    | RAM-Hart               | 27     | Ongeluk             | 23          |        |
| NF      | 5  | Nigel Mansell      | Williams-Honda         | 26     | Ongeluk             | 2           |        |
| NF      | 2  | Alain Prost        | McLaren-TAG            | 19     | Remmen              | 4           |        |
| NF      | 22 | Riccardo Patrese   | Alfa Romeo             | 19     | Elektrisch probleem | 14          |        |
| NF      | 16 | Derek Warwick      | Renault                | 18     | Transmissie         | 6           |        |
| NF      | 15 | Patrick Tambay     | Renault                | 15     | Ongeluk             | 15          |        |
| NF      | 29 | Pierluigi Martini  | Minardi-Motori Moderni | 11     | Motor               | 25          |        |
| NF      | 1  | Niki Lauda         | McLaren-TAG            | 10     | Remmen              | 12          |        |
| NF      | 19 | Teo Fabi           | Toleman-Hart           | 4      | Koppeling           | 13          |        |
| NF      | 9  | Manfred Winkelhock | RAM-Hart               | 3      | Turbo               | 20          |        |
| NF      | 24 | Piercarlo Ghinzani | Osella-Alfa Romeo      | 0      | Ongeluk             | 22          |        |

## Statistieken
| Pole-position | Ayrton Senna | Lotus-Renault | 1:42.051 |
| Snelste ronde | Ayrton Senna | Lotus-Renault | 1:45.612 |

## Noot
- Dit was de honderdste Grand Prix voor Nelson Piquet. Hiermee was Piquet de twintigste coureur die minstens 100 Grands Prix had gereden.
- Dit was de driehonderdste Grand Prix-start voor een Belgische coureur en de tweehonderdvijftigste Grand Prix-start voor een Zweedse coureur.

Grand Prix Formule 1 van de Verenigde Staten: 1908 · 1910 · 1911 · 1912 · 1914 · 1915 · 1916 · 1959 · 1960 · 1961 · 1962 · 1963 · 1964 · 1965 · 1966 · 1967 · 1968 · 1969 · 1970 · 1971 · 1972 · 1973 · 1974 · 1975 · 1976 · 1977 · 1978 · 1979 · 1980 · 1989 · 1990 · 1991 · 2000 · 2001 · 2002 · 2003 · 2004 · 2005 · 2006 · 2007 · 2012 · 2013 · 2014 · 2015 · 2016 · 2017 · 2018 · 2019 · 2021 · 2022 · 2023 · 2024 · 2025 · 2026

Indianapolis 500: 1950 · 1951 · 1952 · 1953 · 1954 · 1955 · 1956 · 1957 · 1958 · 1959 · 1960

Grand Prix Formule 1 van de Verenigde Staten West: 1976 · 1977 · 1978 · 1979 · 1980 · 1981 · 1982 · 1983

Grand Prix Formule 1 van Las Vegas: 1981 · 1982 · 2023 · 2024 · 2025

Grand Prix Formule 1 van de Verenigde Staten Oost: 1982 · 1983 · 1984 · 1985 · 1986 · 1987 · 1988

Grand Prix Formule 1 van Dallas: 1984

Grand Prix Formule 1 van Miami: 2022 · 2023 · 2024 · 2025 · 2026 · 2027 · 2028 · 2029 · 2030 · 2031 · 2032 · 2033 · 2034 · 2035 · 2036 · 2037 · 2038 · 2039 · 2040 · 2041